# Februar
Februar ali svečan je drugi mesec v gregorijanskem koledarju. Ime je dobil po latinskem prazniku sprave in očiščenja (zadnji mesec v rimskem koledarju).
Izvirno slovensko ime za februar je svečan. Druga stara imena so: sečan, sičan, svečnik, sičnjek, svičan, süšec, mali mesec, dežnik, talnik, poznozimec, drugnik, drujnik. Po mitološkem liku Vesni so ga imenovali tudi vesnar.

## Prazniki in obredi
- med 21. januarjem in 20. februarjem - kitajsko novo leto
- 8. februar - Prešernov dan, slovenski kulturni praznik
- 14. februar - valentinovo
- 21. februar - mednarodni dan maternega jezika
- 29. februar - prestopni dan